# Фрацано
Фрацано̀ (на италиански и на сицилиански: Frazzanò) е село и община в Южна Италия, провинция Месина, автономен регион и остров Сицилия. Разположено е на 563 m надморска височина. Населението на общината е 781 души (към 2011 г.).